# HD26108
HD26108 є хімічно пекулярною зорею спектрального класу
A7 й має видиму зоряну величину в смузі V приблизно  9,2.